# Cambridge Encyclopedia of Language
Die Cambridge Encyclopedia of Language ist eine enzyklopädische Darstellung von Themen der Sprachwissenschaft für ein breites Publikum. Sie bietet zusätzlich ein Glossar für den Linguistischen Fachwortschatz (ca. 2000 Lemmata) und ein Register der Sprachfamilien, Sprachen, Dialekte und Schriften (nebst tabellarischer Übersicht).

## Autorenschaft und Beirat
Der Herausgeber David Crystal wechselte eigens von einer Professur an der Universität Reading ins Verlagswesen.
Als wissenschaftlicher Beirat fungierten:
- Charles Ferguson, Stanford-Universität, Linguistische Abteilung
- Victoria A. Fromkin, Universität Kalifornien, Abteilung für weiterführende Studien
- Shirley Brice Heath, Stanford-Universität, Erziehungswissenschaftliche Fakultät
- Dell Hymes, Universität Virginia, Anthropologische Abteilung
- Stephen Levison, Universität Cambridge, Linguistische Abteilung
- John Marshall, Radcliffe-Krankenhaus, Oxford, Neuropsychologische Abteilung
- Wilga Rivers, Harvard University, Abteilung für romanische Sprachen und Literaturen
- Sheldon Rosenberg, Universität Illinois, Psychologische Abteilung
- Klaus Scherer, Universität Genf, Psychologische Abteilung
- Roland Sussex, Universität Melbourne, Russische Abteilung
- Jan Svartvik, Universität Lund, Englische Abteilung
- Michael Twyman, Universität Reading, Abteilung für Typographie und graphische Kommunikation
- C‑ F. Voegelin (T) und F. M. Voegelin, Universität Indiana, Anthropologische Abteilung

## Bibliografische Angaben
Das Werk wurde seit seiner Erstellung nicht aktualisiert, erhielt aber bibliografische Ergänzungen oder Adaptionen in anderen Sprachregionen mit entsprechenden Überarbeitungen. (So findet man zum Beispiel Ausblicke auf die Zukunft der maschinellen Sprachübersetzung).
- The Cambridge encyclopedia of language. CUP, Cambridge 1987.
- deutsch: Die Cambridge Enzyklopädie der Sprache. Campus, Frankfurt 1993. 2. Auflage: Zweitausendeins, Frankfurt 2004, ISBN 3-861-50705-6.
- japanisch: Taishukan, Tokio 1992, ISBN 4469012025
- italienisch: Enciclopedia Cambridge delle scienze del linguaggio. Zanichelli, Bologna 1993, ISBN 8808140784.
- spanisch: Enciclopedia del lenguaje. Taurus, Madrid 1993, ISBN 8430601716.
- serbo-kroatisch: Kembricka enciklopedija jezika. Nolit, Belgrad 1996.
- ungarisch: A nyelv enciklopédiája. Osiris, Budapest 1998, ISBN 9633792118.